# بني طالب
قرية بني طالب هي إحدى القرى التابعة لمركز الفتح في محافظة أسيوط في جمهورية مصر العربية. حسب إحصاءات سنة 2006، بلغ إجمالي السكان في بني طالب 3254 نسمة، منهم 1711 رجل و1543 امرأة.